# Cavillaca Fluctus
Il Cavillaca Fluctus è una struttura geologica della superficie di Venere.